# Cermet
El cermet es un material compuesto formado por materiales cerámicos y metales. Su nombre proviene del inglés ceramic metal.
Los cermets se utilizan para combinar las cualidades de tolerancia a las altas temperaturas y a la abrasión de los cerámicos con la maleabilidad de los metales. Como matriz se utiliza el metal, usualmente níquel, molibdeno, o cobalto, y la fase dispersa está constituida por carburos refractarios, óxidos, boruros o alúmina.

## Historia
Durante la Segunda Guerra Mundial los científicos alemanes desarrollaron cermets usando óxidos a modo de cerámicos; estos se utilizaron para fabricar piezas de motores de avión, tanto a reacción como de hélices, puesto que resistían altas temperaturas y eran más ligeros que las aleaciones metálicas corrientes.
La Fuerza Aérea de los Estados Unidos advirtió un gran potencial en este tipo de materiales y financió investigaciones en centros como la Universidad Estatal de Ohio y la Universidad de Ilinois entre otras, obteniendo un moderado éxito, pero hacia los años 50 el desarrollo se estancó.
Fue en la década 1970 cuando se recuperó el interés por desarrollar los cermets, con materiales como el nitruro de silicio y el carburo de silicio.
En el presente se ha desarrollado cermet de TiB2 por diferentes rutas de procesamiento. En primer lugar, se han procesado cermets por compresión isostática en caliente (HIP) con matrices basadas en aleaciones Fe-Ni-Ti-Al y Ni3(Al, Ti) con diversas fracciones de fase matriz. Los ciclos de HIP se realizaron a 1350 °C, 150 MPa durante media hora. El procesamiento por HIP produjo materiales densos en todos los casos y se obtuvieron unas propiedades mecánicas para la matriz Fe-Ni-Ti-Al con durezas de HV10 entre 2225 y 1131 kg/mm², tenacidades entre 8,6 y 13,8 MPa y módulos elásticos entre 538 y 371 GPa para porcentajes volumétricos de matriz entre 8 y 36 %. En el caso de los cermets con matrices basadas en Ni3(Al, Ti) se obtuvieron durezas HV10 entre 1982 y 1649 kg/mm² y tenacidades entre 10,1 y 11,9 MPa para porcentajes volumétricos de matriz entre 10 y 20 %.
Los ensayos de sinterización en alto vacío a 1500 °C durante una hora de los mismos cermets mostraron una mejor capacidad de densificación en los cermets basados en Ni3(Al, Ti). En los cermets con estas matrices se alcanzaban estados de porosidad cerrada para 16 y 20 % de fase matriz, lo que las hizo aptas para ser procesadas posteriormente por HIP, dando lugar a una ruta de procesamiento por sinterización y HIP posterior (sinter-HIP) que producía cermets densos para dichas fracciones de fase matriz. Las propiedades de los materiales densificados por esta ruta se caracterizaban por una dureza HV10 entre 1648 y 1508 kg/mm² y una tenacidad entre 10,1 y 10,7 MPa. 
El procesamiento de las mezclas de los materiales resultó ser crucial en varios aspectos: para la mejora de las propiedades mecánicas de los cermets, la posibilidad de obtener materiales de propiedades controladas a partir del uso de lotes de grados comerciales de TiB2 con distribuciones de tamaños perjudiciales para el crecimiento anómalo de grano y la posibilidad de poder procesar cermets densos con 10 % en volumen de fase matriz por una ruta sinter-HIP. 
Técnicas de molienda como el molino planetario o la molienda en túrbula en recipientes de Polietileno resultaron ser contraproducentes por la excesiva contaminación aportada a las mezclas. Dicha mejora se consiguió por el cambio de un procesamiento basado en mezcla en túrbula en recipientes de polietileno y bolas de acero a otro basado en molienda en recipientes de acero y elementos de molienda de cermets de TiB2. El procesamiento optimizado comprendía además el uso de alcohol isopropílico o Hexano como medio líquido, el uso de ligantes orgánicos como PEG o Parafina y etapas de desparafinado en los ciclos de Sinterización.
Las propiedades de los cermets optimizados con 16 % de fase matriz obtuvieron unas propiedades mecánicas con una dureza HV10 de 1831 kg/mm², una tenacidad de 13 MPa y resistencias transversales a fractura (RTF) de 1431 MPa. Los cermets con 10 % de fase matriz se caracterizaron con una dureza HV10 de 2057 kg/mm², una tenacidad de 9,9 MPa y una RTF de 1197 MPa. Los mecanismos de densificación hallados que permitieron semejante mejora de procesamiento en los cermets fueron de dos tipos. En primer lugar se detectó la presencia de un líquido eutéctico transitorio Ni - t durante el calentamiento en los cermets de matriz intermetálica, también presente en los cermets TiB2 - Ni los cuales obtienen densidades más elevadas al ser sinterizados, pero con muy bajas tenacidades. A dicho líquido se atribuyó el aumento de la capacidad de mojado de las partículas por parte de la matriz. Por otra parte, se evidenció el importante efecto de las partículas del aditivo TiAl3, añadido para aportar el Titanio y el Aluminio a la matriz. 
La granulometría de este aditivo fue determinante para poder obtener condiciones de porosidad cerrada tras sinterizar, y una molienda adicional de este aditivo producía un incremento de la densidad. Este hecho se relacionó directamente con las mejoras observadas en el procesamiento por molienda de las mezclas. La porosidad remanente en las muestras optimizadas de densidad más elevada se atribuyó a las malas propiedades de mojado de las partículas de Alúmina presentes en la microestructura de estos cermets. Otro factor estudiado en los cermets de TiB2 fue su calidad superficial tras el procesamiento, importante por involucrar elevados costes de producción.
Se compararon los cermets con matrices basadas en Fe-Ni-Ti y Ni3(Al, Ti). Los cermets de fase matriz intermetálica mostraron una calidad superficial similar a la de los cermets de WC-Co, tras un procesamiento por sinter-HIP, creando una zona de reacción de espesor inconmensurable. Sin embargo, los cermets con matrices basadas en Fe-Ni-Ti mostraron una gran reactividad desarrollando zonas de reacción de decenas de micrómetros consistentes en TiC y Ti2O3 por la reacción del Titanio de la matriz con la atmósfera de HIP. 
Las propiedades tribológicas de los cermets de TiB2 con 16 % de matriz intermetálica mostraron en algunos casos unos valores similares de desgaste a los de un grado de metal duro con 10 % de fase matriz en ensayos entre pares del mismo material. Los coeficientes de fricción fueron claramente inferiores a los del metal duro en los cermets de TiB2 en los pares del mismo material. La aplicación de los cermets de TiB2 como herramientas de corte de metales a elevada velocidad implicó la caracterización química de las interacciones entre estos. Se caracterizaron estas interacciones químicas con Titanio y acero con los cermets de TiB2, comparándolos con metales duros usados para el corte de estos materiales. 
Los cermets de TiB2 mostraron una interacción menor en el caso del titanio sin que se afectase la estabilidad química del cermet, al contrario de lo que ocurría con el metal duro. El caso de las interacciones con el acero éstas fueron muy severas en los cermets de TiB2, produciéndose una reacción tanto con los aleantes del acero como el carbono, lo cual no se producía con el metal duro de manera tan drástica.
Entre las posibles aplicaciones sugeridas para los cermets de TiB2 del presente estudio cabe destacar: herramientas de corte de titanio, por baja interacción con éste; herramientas de corte de madera, por su elevada dureza y resistencia a la oxidación de la matriz; rodamientos para condiciones de trabajo abrasivas y corrosivas, por los mismos motivos; y componentes estructurales en los que se aplique una elevada velocidad de rotación y se requiera una elevada rigidez, como son los ejes de soporte de muelas abrasivas o substratos de discos duros por el elevado módulo específico de los cermets de TiB2. Los cermets, incluyendo los carburos cementados, constituyen una familia de materiales compuestos metal-cerámica, de amplia utilización industrial especialmente en el sector de las herramientas de corte. 
Se fabrican por técnicas pulvimetalúrgicas y están constituidos por una fase metálica, compuesta habitualmente por cobalto (Co) o níquel (Ni), que aglomera a una fase cerámica, formada típicamente por carburos o carbonitruros de metales refractarios. Sin embargo, los metales utilizados como matriz, Co y Ni, son escasos, caros, y están considerados como nocivos para la salud y el medio ambiente. Por ello, existe un interés creciente en la sustitución de dichos metales por otros aglomerantes de entre los cuales el Fe, o aleaciones base Fe, son muy deseables por su abundancia, reciclabilidad, inocuidad, baja solubilidad con la fase cerámica, etc. 
En este sentido, estudios realizados para el desarrollo de materiales compuestos base acero rápido indicaban la dificultad de introducir porcentajes de carburos superiores al 15 % en volumen, mediante técnicas pulvimetalúrgicas (1-10), debido a los problemas para obtener buenas uniones matriz-refuerzo. Incluso con porcentajes menores existe el riesgo de formación de aglomerados de los carburos añadidos por una mala dispersión en la matriz (11). Sin embargo, el uso de técnicas de aleación mecánica (12, 13) pueden ayudar a resolver estos problemas ya que permiten la obtención de un polvo compuesto en el que los carburos añadidos se encuentran homogéneamente dispersos en cada partícula del material base.
Trabajos realizados combinando el uso de molienda de alta energía para la mezcla y compactación isostática en caliente para el conformado, han dado lugar a materiales con comportamiento a desgaste significativamente mejorado (14). Estos resultados indican que el uso de estas técnicas puede permitir introducir porcentajes mayores de fase cerámica. Por ello, el objetivo de este trabajo es estudiar la posibilidad de introducir altos porcentajes de carburos en una matriz de Fe utilizando técnicas de molienda de alta energía que implican procesos de aleación mecánica.
En el mercado existen algunos tipos de materiales base Fe con alto contenido en carburo de titanio (15). En el presente estudio se han utilizado carburos de wolframio (WC) y de Tantalio (TaC), por ser materiales comunes en los carburos cementados, lográndose la obtención de un polvo compuesto con carburos homogéneamente distribuidos en cada partícula, que puede ser procesado mediante técnicas pulvimetalúrgicas convencionales.

## Procedimiento experimental
Los materiales utilizados han sido, como material base, polvo de Fe atomizado en agua, tipo ASC100.29, de Höganäs AB, Suecia, y 0,5 % en masa de grafito (>98 % masa C, < 53 μm). Como fase cerámica se ha utilizado carburo de wolframio (99,5% WC), y carburo de tantalio (99,5 % TaC, < 45 μm). Los porcentajes de adición de carburos al material base han sido 25 % en masa WC y 25 % en masa TaC. La suma de ambos porcentajes en masa representa un porcentaje en volumen del 35 %. La mezcla se preparó en un molino de alta energía centrífugo, utilizando un ratio bolas/polvo de 10, en masa, y una velocidad de rotación de 500 rpm. Para estudiar la evolución del polvo en el proceso de mezcla se tomaron muestras cada 2 horas y se observaron mediante microscopía electrónica de barrido (MEB), tomándose como tiempo final de molienda 10 horas.
El polvo compuesto obtenido fue caracterizado, incluyendo un estudio de compresibilidad, utilizando presiones entre 550 MPa y 700 MPa, para determinar la posibilidad de compactar en matriz uniaxial. La densidad en verde obtenida fue del orden de la que presentan los carburos cementados, por lo que se procedió a la preparación de probetas mediante este método, y se realizó un estudio de sinterabilidad, en vacío, variando la temperatura (1230 °C a 1350 °C) y el tiempo desinterización (30 y 60 minutos). 
En todos los casos la velocidad de calentamiento y de enfriamiento para la sinterización fue de 5 °C/min. Las propiedades evaluadas fueron densidad, densificación, variación dimensional y dureza, además de un estudio microestructural. La densidad se determinó mediante un método basado en el Principio de Arquímedes, de acuerdo a la norma MPIF42; los valores obtenidos se expresan como densidad relativa frente a la densidad teórica (10,08 g/cm³). La dureza se midió en escala Rockwell A, siguiendo la norma MPIF 43. El estudio microestructural de los materiales sinterizados se realizó mediante MEB, utilizando la técnica de electrones retrodispersados (BSE) para identificar las fases por diferencia de contraste y por microanálisis por dispersión de energía (EDX).

## Resultados y análisis
Obtención del polvo compuesto en las imágenes de MEB, tomadas en el modo de electrones retro dispersados (BSE), del polvo obtenido después de varios tiempos de molienda se pueden distinguir las principales etapas implicadas en el proceso de aleación mecánica. Después de 2 horas de molienda solamente algunos carburos se han incorporado a las partículas del Fe base; después de 4 horas, se encuentran partículas formadas por láminas de Fe base y carburos. A partir de 6 horas las partículas de polvo están constituidas por carburos finamente dispersos en el Fe base, produciéndose a tiempos mayores la conminación de las partículas de polvo. 
Para esta fase del estudio se consideró que después de 10 horas de molienda se había obtenido un grado de homogeneización suficiente para su procesado posterior. Mayores tiempos de molienda podían endurecer el polvo en exceso y ser necesario un recocido previo (14), además de dar lugar a tamaños de partícula demasiado finos para ser conformado por compactación uniaxial. Este estudio microestructural indica que la etapa de molienda ha sido satisfactoria en cuanto a la obtención del polvo compuesto. 
Estudio de sinterabilidad, la evolución de la densidad relativa y la variación dimensional en función de la temperatura y tiempo de sinterización. La característica más destacable es que se alcanzan valores de densidad del 99,85 % de la teórica, a 1350 °C, para los dos tiempos de sinterización empleados. Cabe destacar que la influencia del tiempo de sinterización en la densidad se aprecia para temperaturas inferiores a 1340 °C, suponiendo un mayor tiempo incrementos de densidad considerables. Por otro lado, la variación dimensional que experimentan las probetas sigue la misma tendencia que la densidad, alcanzándose valores de contracción del 14 % para las temperaturas mayores, comparables también con las que experimentan los carburos cementados. 
La evolución de la dureza con la temperatura y tiempo de sinterización sigue de nuevo las mismas tendencias que las anteriores propiedades, como se aprecia en la figura 4, alcanzándose valores máximos de 73 HRA, valor ligeramente inferior a los carburos cementados de mayor contenido en fase metálica, como era de esperar debido a que en el material objeto de estudio la cantidad de fase cerámica es menor. Sin embargo, este valor de dureza puede ser incrementado mediante tratamientos térmicos.
Estudio microestructural. El estudio microestructural realizado mediante MEB indica que el aumento de la temperatura de sinterización da lugar a cambios en la forma, tamaño y composición de los carburos presentes en los materiales. Para bajas temperaturas de sinterización es difícil distinguir los dos tipos de carburos añadidos por diferencias de contraste, ya que ambos tienen números atómicos medios muy similares. Sin embargo, al aumentar la temperatura, se aprecian diferencias de contraste, que implican diferencias de composición, además de un cambio en el tamaño. 
Así, los carburos ricos en W adquieren una tonalidad más oscura debido a que reaccionan con el Fe de la matriz dando lugar a carburos complejos, de mayor tamaño, mientras que los carburos de Ta permanecen estables en composición y tamaño. Las reacciones entre carburos y matriz dan lugar a un incremento en la cantidad de fase cerámica. Con ayuda de técnicas de análisis de imágenes se ha contabilizado que el área ocupada por la fase cerámica a 1250 °C es de 47 %, mientras que a 1350 °C es del 52 %. Estas reacciones aseguran además una buena unión matriz-refuerzo.

## Ventajas y desventajas
Ventajas: Las herramientas de material cerámico, cuando se montan adecuadamente en soportes adecuados y se utilizan máquinas precisas y rígidas, ofrecen las siguientes ventajas: El tiempo de maquinado es menor al que efectúan las herramientas de carburo, debido a las altas velocidades de corte a las que se someten estas herramientas de cerámico. Resultan altas tasas de eliminación de material y aumentos de productividad. Las herramientas de cerámico utilizadas en condiciones adecuadas son más duras que las herramientas de carburo tiene una vida útil más larga. Tienen alta resistencia al desgaste. Los cortadores de cerámico soportan la abrasión de la arena y de las inclusiones que se encuentran en las piezas fundidas.
Se produce un mejor acabado superficial del que es posible con otras clases de herramientas de corte.
Desventajas: Son frágiles y por lo tanto tienden a astillarse fácilmente. El costo inicial de los cerámicos es mayor que el de los carburos. Requieren de una máquina más rígida que la necesaria para otras herramientas de corte. Para que los cerámicos corten eficientemente son necesarias potencia y velocidad de corte considerablemente mayores.

## Factores de los que depende la geometría final de unaherramienta de corte
1. El material a maquinar.
2. La operación realizada.
3. El estado de la máquina.
4. La rigidez del montaje.
5. La rigidez del dispositivo portaherramientas.

Algunas otras consideraciones generales pueden ser:
- Ángulos de Ataque por la fragilidad de estas herramientas, los ángulos de ataque en estas herramientas por lo regular son negativos.
- Un ángulo de esta clase permite que el impacto de la fuerza de corte se absorba hacia atrás de la punta, protegiendo así la arista cortante.
- Materiales de la pieza de trabajo.

Ángulos de ataque: Aceros al carbono y de aleación: recocidos y termo tratados (Neg. 2 a 7) Hierro colado: Duro (o enfriado) Gris (o dúctil) (0 a Neg. 7) No férreo Duros o suaves (0 a Neg. 7) No metálicos: Madera, papel, cerámicos verdes, fibra, asbesto, caucho (hule), carbón, grafito (0 a 10).
Velocidades de Corte: Cuando se utilizan cerámicos en el maquinado, se debe aplicar la mayor velocidad posible de corte, tomando en consideración las limitaciones de la máquina-herramienta, que logre una duración de herramienta razonable. Ya que la mayor parte del calor generado escapa con la viruta, la velocidad de corte puede ser 2 a 10 veces mayor que con otros cortadores. 
Al utilizar una herramienta de cerámico se debe tomar en cuenta que una herramienta diseñada para un trabajo no necesariamente es la adecuada para otro. Afilado de herramientas de cerámico. Para un buen afilado de estas herramientas se recomiendan ruedas cementadas por resinoides e impregnadas de diamantes. Se utiliza una rueda de grano grueso para el desbaste y una rueda de por lo menos 220 granos, para el acabado. Después de afilar la herramienta hay que pulirla.

## Herramientas de corte fabricadas con cermet
Los cortadores de cermet son buriles fabricados con diversas combinaciones cerámicas y metálicas. Tipos de herramientas de cermet. Existen dos tipos de útiles cortantes de cermet:
Los compuestos de materiales con base de carburo de titanio. 
Los cermets de carburo de titanio (TiC) tienen un cementante de níquel y molibdeno, y se producen mediante prensado en frío y sinterización al vacío. 
Se aplican extensamente para el acabado de hierros colados y aceros que requieren altas velocidades de corte. Recientemente se ha agregado Nitruro de Titanio al Carburo de Titanio para producir cermets combinados de carburo de titanio-nitruro de titanio (TiC-TiN). Los cermets se consideran un reemplazo efectivo en costo para los buriles de carburo y de cerámico. 
Características de las herramientas de cermet:
Tienen gran resistencia al desgaste y son para velocidades de corte mayores que las permitidas a las herramientas de carburo. El engrosamiento de la arista y la formación de cráteres son mínimos, lo que aumenta la duración de la herramienta.
Tienen cualidades de dureza al rojo mayores que las de los cortadores de carburo, pero menores que las de los buriles cerámicos. 
Tienen una menor conducción térmica que las herramientas de carburo porque el calor se va con la viruta. La resistencia a la fractura es mayor que la de las herramientas cerámicas, pero menor a las herramientas de carburo. 
Ventajas de las herramientas de cermet:
Dejan buen acabado superficial, tienen alta resistencia al desgaste, mayores velocidades de corte que en los cortadores de carburo, a una misma duración de la herramienta. 
Operando a la misma velocidad que las herramientas de carburo, la vida de la herramienta de cermet es más larga.
Uso de las herramientas de cermet.
Los cermet de carburo de titanio son los más duros y se emplean principalmente para maquinar aceros y hierro colado. Los insertos de nitruro de titanio y carburo de titanio se utilizan para maquinado de semiacabado y de acabado de aceros y hierros colados más duros (menos de 45 HRC), como aceros de aleación, acero inoxidable, placa para blindaje y piezas de metalurgia de polvos .

## Conclusiones
Es posible la obtención de materiales compuestos base Fe con densidad total mediante técnicas pulvimetalúrgicas convencionales. El proceso de aleación mecánica es clave para el éxito en la producción de este tipo de materiales ya que permite una buena distribución de carburos en la matriz evitando la formación de aglomerados. 
La dureza que presentan los materiales en estado sinterizado es comparable a la de los aceros rápidos en el mismo estado, siendo posible el aumento de la misma mediante tratamientos térmicos. La microestructura de los materiales sinterizados presenta cambios significativos al aumentar la temperatura de sinterización. Los carburos añadidos reaccionan con la matriz formando carburos complejos que dan lugar a mayor cantidad de fase cerámica presente.

## Datos adicionales
Un cermet es un metal duro con partículas duras de base de titanio. El nombre cermet viene de combinar las palabras cerámica y metal. Originalmente, los cermets eran compuestos de TiC y níquel. Los cermets modernos no contienen níquel y tienen una estructura diseñada con un núcleo de partículas de carbonitruro de titanio Ti(C,N), una segunda fase dura de (Ti, Nb,W)(C,N) y un aglutinante de Cobalto rico en W. El Ti(C,N) aporta resistencia al desgaste a esta calidad, la segunda fase dura incrementa la resistencia a la deformación plástica y la cantidad de Cobalto controla la Tenacidad. Si se compara con el metal duro, el cermet tiene mejor resistencia al desgaste y menor tendencia al empastamiento. Por otro lado, presenta también menos tensión compresiva y menos resistencia a los cambios bruscos de temperatura. Los cermets también pueden llevar recubrimiento PVD para mejorar la resistencia al desgaste.

## Aplicaciones
- Sellos y juntas que unen materiales cerámicos con metales.
- Celdas de combustible.

- Turbinas de motores a reacción.
- Potenciómetros de calidad.

Las calidades cermet se utilizan en aplicaciones con empastamiento en las que el filo de aportación resulta problemático. Su patrón de desgaste autoafilante mantiene bajas las fuerzas de corte incluso tras periodos prolongados de mecanizado. En operaciones de acabado, esta característica supone una prolongación de la vida útil de la herramienta y tolerancias estrechas, con resultado de superficies brillantes. Las aplicaciones típicas son acabado en acero inoxidable, fundición nodular, acero de bajo contenido en carbono y acero ferrítico.

## Sugerencias
- Utilice avance y profundidad de corte reducidos.
- Cambie el filo de la plaquita cuando el desgaste en incidencia llegue a 0.3 mm.
- Evite las fisuras y fracturas térmicas mecanizando sin refrigerante.